# Nấu luyện bằng plasma
Nấu luyện và tinh luyện bằng plasma được sử dụng trong ngành luyện kim đối với các kim loại và hợp kim có độ nóng chảy cao hoặc dễ oxy hóa và yêu cầu độ sạch cao.

## Ưu điểm
- Nấu luyện được các kim loại và hợp kim có nhiệt độ nóng chảy cao.
- Khử sâu tạp chất đặc biệt là tạp chất khí và tạp chất phi kim.
- Đảm bảo thành phần mác hợp kim ban đầu, không cháy và không bốc hơi các nguyên tố hợp kim kể cả các nguyên tố có ái lực mạnh với oxy.